# Club Real Potosí
O Club Real Potosí era um clube de futebol da Bolívia, sediado na cidade de Potosí, fundado em 1 de abril de 1988, como Academia de Fútbol Real Potosí. Posteriormente, fundiu-se ao antigo clube do Banco Minero (BAMIN) da Bolívia, que foi fundado em 20 de outubro de 1941, e tomou o nome BAMIN Real Potosí.

## História
Em 2007, sagrou-se campeão do torneio Apertura. No ano seguinte, conquistou a Copa Aerosur del Sur e o Torneo "Play Off".
O Real Potosí ganhou popularidade ao ser anunciado como um dos adversários do Flamengo e do Paraná Clube na Taça Libertadores da América de 2007, por forçar os times a jogarem na cidade de Potosí, a 4.000 metros acima do nível do mar.
No ano seguinte o Cruzeiro e o Boca Juniors jogaram contra o Real Potosí na Copa Libertadores, e na edição de 2009 da Libertadores, o Palmeiras eliminou a equipe boliviana ainda na primeira fase, com duas vitórias.
Sua ligação com brasileiros deu início bem antes de enfrentar os clubes do referido país (Brasil), o início foi com os jogadores Cleibson Ferreira (hoje treinador), Carlos da Silva e Alcir Santana sendo os primeiros brasileiros a vestir a camisa do clube entre os anos 1994/1995.
Em 2022, foi rebaixado para a segunda divisão boliviana, o clube estava figurando na elite desde o ano de 1998. Após o rebaixamento, seus dirigentes decretaram falência do clube e encerraram suas atividades.
Em 2023 o clube volta as atividades presidido pelo advogado Sr Jaime Flores um parlamentar deputado e amante do clube e colaborado de início por alguns empresários mineiros local e assim deram início a restruturação do clube nesta restruturação o clube volta as competições oficiais.
O clube teve um início muito difícil com maus resultados e muitas trocas de treinadores, um total de 4 treinadores, até a chegada do quinto, um ex atleta do clube o brasileiro Cleibson Ferreira que foi o primeiro brasileiro a jogar pelo clube e se tornava também o primeiro treinador brasileiro a comandar o clube.
Ferreira conseguiu uma reviravolta impressionante, chegando a 18 jogos invictos e alcançando um aproveitamento de 96% dos pontos possíveis.
Com os bons resultados o clube se consagrou campeão estadual de Potosí, e chegou as quartas de finais da copa Simón Bolívar 2023.

## Estádio
O Estádio Víctor Agustín Ugarte, também conhecido como Estádio Mario Mercado Vaca Guzmán, é um estádio de futebol boliviano localizado em Potosí. Tem capacidade para 35.000 espectadores e é a casa do Real Potosí.
Localizado a 3.960 metros do nível do mar, em altitude, é o estádio mais alto do mundo. Tem suscitado inúmeras polêmicas no universo do futebol, posto que, tal condição geográfica, prejudica a absorsão de oxigênio no corpo de futebolistas que não estejam devidamente climatizados ao ar rarefeito, gerando assim, considerável vantagem aos atletas que habitam o local

### Escudo

1988-1998
1998-2007

O Real Potosí,  passou a ter esse nome em 1994 e, como seu presidente era torcedor do Real Madrid, simplesmente copiou o escudo.

## Falência e Extinção
Em 9 de fevereiro de 2022, os dirigentes do Real Potosí decretaram falência e decidiram pelo encerramento das atividades do clube e uma nova equipe será criada no lugar do Potosí.
O Real Potosí conseguiu um Campeonato Boliviano em 2007 e, uma Copa Simón Bolívar em 1997, tendo 35 anos de história.

## Títulos
- Campeonato Boliviano: 2007 (Apertura)
- Copa Simón Bolívar: 1997

## Rivalidades
O clube rivaliza com o único outro clube da primeira divisão do Departamento de Potosí, o Nacional Potosí. Eles dividem o mesmo estádio, e os jogos entre eles costumam chamar muita atenção a nível nacional.
A primeira partida disputada entre os dois clubes foi na Copa Aerosur 2009, em 18 de janeiro de 2009. O Real Potosi venceu por 2 a 1. A primeira partida do campeonato entre os dois clubes foi em 19 de abril de 2009, que terminou com um empate em 1 a 1.
Embora ambos os clubes tenham sido fundados no século 20, a razão pela qual demorou tanto para os dois clubes se encontrarem foi porque o Nacional Potosi jogava nas divisões inferiores até 2009.
O Nacional Potosí venceu 18 vezes, enquanto o Real Potosí venceu 15 vezes, foram 11 empates.